# Symboles nationaux de la Nouvelle-Zélande
Les symboles nationaux de la Nouvelle-Zélande sont des vecteurs de l'identité nationale de la Nouvelle-Zélande. Ils sont utilisés pour représenter ce qui est unique à la nation, reflétant différents aspects de sa vie culturelle et de son histoire.

## Symboles officiels
| (audio) | God Defend New Zealand (info)                     |
| (audio) |                                                   |
| (audio) | Des problèmes pour écouter le fichier ? Aidez-moi |

| (audio) | God Save the Queen (info)                         |
| (audio) |                                                   |
| (audio) | Des problèmes pour écouter le fichier ? Aidez-moi |

## Symboles non-officiels
| Élément                      | Symbole                              | Image                                        | Commentaire |
| ---------------------------- | ------------------------------------ | -------------------------------------------- | --- |
| Oiseau national              | Kiwi (Apteryx mantelli)              | Kiwi brun de l'île du Nord                   | Le terme Kiwis (en) est utilisé comme surnom pour les Néo-Zélandais depuis au moins la Première Guerre mondiale, et l'utilisation de l'oiseau comme symbole du pays date de la même époque. |
| Arbre national (en)          | Fougère argentée (Cyathera dealbata) | Fronde, montrant la face inférieure argentée | Une espèce de fougère arborescente de taille moyenne, endémique à la Nouvelle-Zélande. Souvent désignée par son nom māori, ponga, la fougère argentée est utilisée pour représenter la Nouvelle-Zélande depuis les années 1880. Elle figure sur plusieurs symboles officiels, comme les armoiries de la Nouvelle-Zélande et la pièce de 1 dollar néo-zélandais. Elle constitue également l'emblème de nombre d'équipes sportives nationales dont la célèbre équipe de rugby à XV. |
| Emblème végétal              | Kōwhai (en) (Sophora tetraptera)     | Kōwhai                                       | Arbre à feuillage persistant, produisant des fleurs jaune vif au printemps. On trouve des fleurs de kōwhai dans toute la Nouvelle-Zélande, dans une gamme variée d'habitats. Le ministère de la Conservation note que le kōwhai est largement considéré comme étant la fleur nationale. |
| Figure allégorique nationale | Zealandia (en)                       | Représentation de Zealandia                  | Populaire à la fin du XIXe siècle et au début du XXe siècle. Aujourd'hui rarement utilisé, si ce n'est comme support sur les armoiries. |

## Kiwiana

Le drapeau à la fougère argentée est devenue iconique, voire un symbole non-officiel de la Nouvelle-Zélande. Il a notamment été question de l'inclure dans le drapeau national de la Nouvelle-Zélande lors du référendums néo-zélandais de 2015-2016.

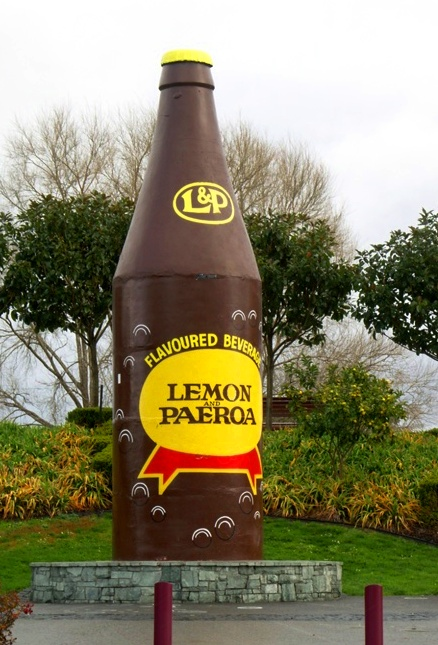
Statue de la bouteille.

Les Kiwiana sont certains objets et icônes du patrimoine néo-zélandais, en particulier ceux datant du milieu du XXe siècle, qui sont considérés comme représentant des éléments néo-zélandais emblématiques. Ces « choses bizarres qui contribuent au sentiment d'appartenance à la nation » comprennent à la fois des icônes culturelles authentiques et des objets kitsch.
Les éléments kiwiana sont généralement soit uniques, soit particulièrement communs à la Nouvelle-Zélande, notamment à partir du début et du milieu du XXe siècle. Bien que le terme soit parfois utilisé pour décrire toutes les icônes néo-zélandaises, il est plus souvent utilisé pour décrire des articles de la culture pop tels que les jouets ou les aliments de marque. Quelques icônes nationales plus sérieuses sont devenues kiwiana en raison de leur utilisation intensive dans la publicité et l'industrie des souvenirs. Il s'agit notamment du kiwi et de l'hei-tiki. Un kiwiana est généralement considéré comme une forme de kitsch.
Un certain nombre d'entreprises dont les produits sont considérés comme kiwis en ont profité avec enthousiasme, quoique avec quelque polémique. Par exemple, une campagne publicitaire a affirmé que « vous ne serez jamais un Kiwi tant que vous n'aimerez pas votre sauce Wattie's », même si l'entreprise est désormais détenue par des Américains. Dans les années 1990, une campagne du Sanitarium (en) affirmait que « les enfants kiwis sont des enfants Weet-Bix ». La publicité était une version doublée d'une publicité australienne qui affirmait que « les enfants australiens sont des enfants Weet-Bix » et le paysage en arrière-plan de la publicité est typiquement australien. D'autres entreprises ont tenté de créer leur propre kiwiana. Par exemple, McDonald's vend de temps en temps un Kiwiburger dans ses restaurants, qui tente de reproduire le style de hamburger traditionnel néo-zélandais avec une tranche de betterave et un œuf au plat, et dont la publicité est essentiellement une liste chantée d'éléments kiwiana. Un certain nombre de produits largement considérés comme kiwiana, tels que la sauce tomate Wattie's (en), Marmite (en) et Lemon & Paeroa (en), sont désormais fabriqués par des entreprises non néo-zélandaises, l'entreprise originale ayant souvent été rachetée par une société étrangère.
À partir de la fin du XXe siècle, le kiwiana est devenu un sujet à part entière, et plusieurs livres les célébrant ont été publiés. Une gamme de produits utilisant des motifs kiwiana a également été produite, notamment des décorations d'arbres de Noël, des cartes, des t-shirts, des ornements de jardin et des bijoux. De nombreux musées néo-zélandais ont des sections consacrées aux kiwiana, et certains ne présentent que des objets kiwiana. En 1994, la poste néo-zélandaise a publié une série de timbres représentant des objets kiwiana, notamment une pavlova, des fish and chips, des chaussures et un ballon de rugby à XV, ainsi qu'un débardeur noir et des bottes en caoutchouc.